# Extended Play Live
Pour les articles homonymes, voir Extended Play (homonymie).
Albums de Mudcrutch
Mudcrutch (album)
(29 avril 2008)
Extended Play Live est un album EP live sorti par le groupe Mudcrutch en novembre 2008. L'album EP a été enregistré pendant la tournée 2008 du groupe. L'album est disponible en CD et en vinyle, distribué par Reprise Records.

## Liste des morceaux
Toutes les chansons sont écrites et composées par Tom Petty (excepté où précisé).
| 1.    | The Wrong Thing to Do (Enregistré le 20 avril 2008)                                 | Ventura Theatre | 4:46  |
| 2.    | Bootleg Flyer (Petty & Campbell) (Enregistré le 20 avril 2008)                      | Ventura Theatre | 4:02  |
| 3.    | Crystal River (Enregistré le 28 avril 2008)                                         | The Troubadour  | 15:00 |
| 4.    | High School Confidential (Ron Hargrave, Jerry Lee Lewis) (Enregistré le 2 mai 2008) | The Troubadour  | 4:02  |
| 27:50 |                                                                                     |                 |       |

## Personnel
- Dennis Callahan – photographie
- Mike Campbell – guitare, mandoline, producteur, production audio
- Ryan Corey – design
- Tom Leadon – guitare acoustique, voix, chœurs
- Randall Marsh – batterie
- Tom Petty – basse, voix, chœurs, producteur, production audio
- Kevin Scanlon – photo de couverture
- Benmont Tench – orgues, piano, voix
- Ryan Ulyate – producteur, ingénierie son, mixage, production audio